# 呉鋒
呉 鋒（ご ほう、ウー・フェン、中国語: 吴 锋、1951年6月12日 - ）は、中華人民共和国の工学者である。北京理工大学エネルギー・環境材料学科の首席教授であり、中国工程院院士である。

## 経歴
1951年に北京市で生まれる。上山下郷運動が活発であった際に、知識青年として山西省に行き、生産隊の隊長を務めた。
1978年に太原工学院（現・太原理工大学）の基本有機合成の学士学位を取得した後、1981年に触媒動力学の修士学位を取得した。
1982年1月に北京工業学院の化工系応用化学研究室教員に就任した後、1984年12月から同化工系副主任、1991年1月から北京理工大学の化工与材料学院副院長、学科首席教授を歴任した。
2014年に、IEAS（International Eurasian Academy of Sciences）の会員に選出された。また、アルゴンヌ国立研究所を訪問した他、マサチューセッツ大学ボストン校から名誉科学博士を授与された。
2016年に北京理工大学の傑出教授となり、2017年11月27日に中国工程院院士に選出された。

## 功績
呉は、中国におけるニッケル・水素充電池やリチウムイオン二次電池研究の第一人者であると言われている。
呉は863計画の主要プロジェクトである「ニッケル電池生産において鍵となる技術と成果の特化」と「ニッケル電池の産業化開発」を担当し、ニッケル電池の実用化に関して重要な技術的問題を解決する多くの発明を行い、ニッケル水素電池の工業化を加速させたと言われている。
1990年には、863計画にリチウムイオン電池研究を組み込むよう提言した後、リチウムイオン電池に関する基礎研究を行い、安全性を向上させる方法を提唱した他、高強度な複合隔膜やサーマルシャットダウン隔膜、難燃性を持つ電解質の発明を行ったとされている。
この他に、使用済みのリチウムイオン電池の再生利用に関する研究チームを結成し、リンゴ酸やクエン酸等の有機酸と生物学の浸出技術を廃電池の資源再生に活用する方法を発明した。

## 学術的表彰
- 2005年 - 国家科学技術進歩賞（中国語版）（二等賞）[5]
- 2012年 - 何梁何利基金（中国語版）科学与技術進歩賞[6]
- 2013年 - 国家技術発明賞（二等賞）[7]